# Кароліна Марін
Кароліна Марін (ісп. Carolina Marín; нар. 15 червня 1993) — іспанська бадмінтоністка, олімпійська чемпіонка 2016 року. 
У 2016 році Палац спорту в Уельві отримав ім'я Кароліни Марін.

## Виступи на Олімпіадах
| Олімпіада           | Дисципліна       | Місце |
| ------------------- | ---------------- | ----- |
| Лондон 2012         | одиночний розряд | 17    |
| Ріо-де-Жанейро 2016 | одиночний розряд | 1     |